# Caj Huj-kang
Caj Huj-kang (Cai Huikang) (egyszerűsített kínai írással: 蔡慧康; Sanghaj (Shanghai), 1989. október 10. –) kínai labdarúgó, az élvonalbeli Shanghai Port középpályása.

## Pályafutása

### Klubcsapatokban
2000-ben kezdte labdarúgó-pályafutását a Genbao Labdarúgó Akadémián, majd a 2006-ban a Shanghai SIPG (mai nevén Shanghai Port) csapatához került. A 2007-es szezonban, amikor a Shanghai Port feljutott a másodosztályba, a csapat fontos játékosává vált. Első gólját 2008. április 18-án szerezte a klub színeiben a Peking Hongdeng elleni 1–1-es döntetlen alkalmával. A 2011-es szezonban a kispadra szorult, és a szezon végén szóbahozták a Guangdong Sunray Cave csapatával. Azonban úgy döntött, hogy marad a klubnál, és a 2012-es szezonban ismét megszilárdult a helye a kezdőcsapatban. Összesen 29 bajnoki mérkőzésen lépett pályára, és csapatával megnyerte a másodosztályt.
A 2013-as idény során a csapat fontos tagjává vált, első élvonalbeli szezonjában a csapatával a kilencedik helyen végzett. Az idény alatt a klub jelentős befektetést kapott a Shanghai International Porttól. 2015-ben ezüstérmes lett a bajnokságban, és a klub történetében először kvalifikálta magát az AFC-bajnokok ligájába. 2018-ban bajnok lett a Shanghai Port csapatával.

### A válogatottban
2014. június 18-án debütált a kínai válogatottban, az Észak-Macedónia ellen 2–0-ra megnyert barátságos mérkőzésen.

## Statisztika

### Klubcsapatokban
| Klub                         | Szezon           | Bajnokság           | Bajnokság | Bajnokság | Kupa  | Kupa  | Nemzetközi | Nemzetközi | Egyéb | Egyéb | Összes | Összes |
| Klub                         | Szezon           | Liga                | Mérk.     | Gólok     | Mérk. | Gólok | Mérk.      | Gólok      | Mérk. | Gólok | Mérk.  | Gólok  |
| ---------------------------- | ---------------- | ------------------- | --------- | --------- | ----- | ----- | ---------- | ---------- | ----- | ----- | ------ | ------ |
| Shanghai SIPG/ Shanghai Port | 2006             | Kínai harmadosztály |           |           | -     | -     | -          | -          | -     | -     |        |        |
| Shanghai SIPG/ Shanghai Port | 2007             | Kínai harmadosztály |           |           | -     | -     | -          | -          | -     | -     |        |        |
| Shanghai SIPG/ Shanghai Port | 2008             | Kínai másodosztály  | 22        | 1         | -     | -     | -          | -          | -     | -     | 22     | 1      |
| Shanghai SIPG/ Shanghai Port | 2009             | Kínai másodosztály  | 23        | 2         | -     | -     | -          | -          | -     | -     | 23     | 2      |
| Shanghai SIPG/ Shanghai Port | 2010             | Kínai másodosztály  | 20        | 0         | -     | -     | -          | -          | -     | -     | 20     | 0      |
| Shanghai SIPG/ Shanghai Port | 2011             | Kínai másodosztály  | 16        | 0         | 1     | 0     | -          | -          | -     | -     | 17     | 0      |
| Shanghai SIPG/ Shanghai Port | 2012             | Kínai másodosztály  | 29        | 1         | 2     | 0     | -          | -          | -     | -     | 31     | 1      |
| Shanghai SIPG/ Shanghai Port | 2013             | Kínai Szuperliga    | 30        | 0         | 0     | 0     | -          | -          | -     | -     | 30     | 0      |
| Shanghai SIPG/ Shanghai Port | 2014             | Kínai Szuperliga    | 27        | 0         | 0     | 0     | -          | -          | -     | -     | 27     | 0      |
| Shanghai SIPG/ Shanghai Port | 2015             | Kínai Szuperliga    | 27        | 1         | 2     | 0     | -          | -          | -     | -     | 29     | 1      |
| Shanghai SIPG/ Shanghai Port | 2016             | Kínai Szuperliga    | 27        | 1         | 2     | 0     | 9          | 0          | -     | -     | 38     | 1      |
| Shanghai SIPG/ Shanghai Port | 2017             | Kínai Szuperliga    | 28        | 0         | 7     | 0     | 12         | 0          | -     | -     | 47     | 0      |
| Shanghai SIPG/ Shanghai Port | 2018             | Kínai Szuperliga    | 27        | 2         | 4     | 1     | 8          | 0          | -     | -     | 39     | 3      |
| Shanghai SIPG/ Shanghai Port | 2019             | Kínai Szuperliga    | 26        | 2         | 2     | 0     | 9          | 0          | 1     | 0     | 38     | 2      |
| Shanghai SIPG/ Shanghai Port | 2020             | Kínai Szuperliga    | 8         | 0         | 0     | 0     | 4          | 1          | -     | -     | 12     | 1      |
| Shanghai SIPG/ Shanghai Port | 2021             | Kínai Szuperliga    | 1         | 0         | 1     | 0     | 0          | 0          | -     | -     | 2      | 0      |
| Shanghai SIPG/ Shanghai Port | 2022             | Kínai Szuperliga    | 24        | 1         | 3     | 0     | -          | -          | -     | -     | 27     | 1      |
| Shanghai SIPG/ Shanghai Port | Összesen         | Összesen            | 335       | 11        | 24    | 1     | 42         | 1          | 1     | 0     | 402    | 13     |
| Karrier összesen             | Karrier összesen | Karrier összesen    | 335       | 11        | 24    | 1     | 42         | 1          | 1     | 0     | 402    | 13     |

Jegyzetek
1. ↑  Mérkőzése(i) a Kínai Szuperkupában

### A válogatottban
2024. március 8-i állapot szerint.
| Kína     | Kína  | Kína  |
| Év       | Mérk. | Gólok |
| -------- | ----- | ----- |
| 2014     | 8     | 0     |
| 2015     | 10    | 0     |
| 2016     | 2     | 0     |
| 2017     | 2     | 0     |
| 2018     | 1     | 0     |
| 2019     | 1     | 0     |
| Összesen | 24    | 0     |

## Sikerei, díjai
Shanghai Port
- Kínai bajnok: 2018,[5] 2023
- Kínai harmadosztály bajnok: 2012[8]
- Kínai negyedosztály bajnok: 2007
- Kínai kupagyőztes: 2019[9]

## Fordítás
- Ez a szócikk részben vagy egészben  a   Cai Huikang című angol Wikipédia-szócikk fordításán alapul.  Az eredeti cikk szerkesztőit annak laptörténete sorolja fel. Ez a jelzés csupán a megfogalmazás eredetét és a szerzői jogokat jelzi, nem szolgál a cikkben szereplő információk forrásmegjelöléseként.